# Stephanopis weyersi
Stephanopis weyersi là một loài nhện trong họ Thomisidae.
Loài này thuộc chi Stephanopis. Stephanopis weyersi được Eugène Simon miêu tả năm 1899.